# Харламов, Григорий Иванович
Григорий Иванович Харламов (11 февраля 1908, Троицкое, Городское поселение Высоковск — 18 февраля 1952, Москва) — инструктор-лётчик, майор, Герой Советского Союза.

## Биография
Родился 11 февраля 1908 года в деревне Троицкое ныне Клинского района Московской области.
В Красной Армии в 1930—1935 годах и с июня 1941 года. Участник Великой Отечественной войны с мая 1943 года. Воевал на Юго-Западном, 3-м Украинском и 3-м Белорусском фронтах.
К маю 1945 года сделал 138 боевых вылетов, сбил 3 вражеских самолёта.
Указом Президиума Верховного Совета СССР от 18 августа 1945 года за образцовое выполнение боевых заданий командования и проявленные при этом отвагу и геройство майору Харламову Григорию Ивановичу было присвоено звание Героя Советского Союза с вручением ордена Ленина и медали «Золотая Звезда».
Жил в Москве. Умер 18 февраля 1952 года. Похоронен на Даниловском кладбище (8 уч.)

## Награды
Награждён орденами Ленина, Красного Знамени, Александра Невского, Отечественной войны 1-й и 2-й степеней, медалью «За боевые заслуги», другими медалями.